# Соляріс (фільм, 2002)
«Соляріс» (англ. Solaris) — американська науково-фантастична драма режисера Стівена Содерберга (був також оператором), що вийшла 2002 року. У головних ролях Джордж Клуні, Наташа Макелхон. Стрічку створено на основі однойменного роману польського письменника Станіслава Лема
Продюсерами були Джеймс Камерон, Джон Ландау і Реї Санчіні. Вперше фільм продемонстрували 19 листопада 2006 року у США. В Україні фільм не демонструвався.

## Сюжет
Клінічний психолог Кріс Келвін отримує відеозвернення свого друга Гібаряна з проханням прибути на космічну станцію корпорації DBA. З нею нещодавно зник зв'язок після дивних змін поведінки екіпажу, тож керівники DBA відправляють Кріса з'ясувати що там сталося.
Прибувши на станцію, Келвін не виявляє там екіпажу, лише запаковані трупи. Після блукань станцією йому вдається відшукати Сноу, котрий повідомляє про самогубство Гібаряна. Решта дослідників також наклали на себе руки або таємничим чином зникли. Інша вціліла людина — відлюдькувата фізик Ґордон. Від них психолог дізнається, що екіпаж бачив галюцинації, які стали причиною глибокої депресії. Зокрема Гібаряна відвідував образ його сина. Сноу розмірковує над тим, що людина наділяє людськими якостями все невідоме.
Після сну Кріс бачить свою дружину Рею, котра багато років тому вчинила самогубство. Рея поводиться так, наче не помирала, і знає всі деталі їхнього спільного життя. Бачачи, що це не плід уяви, Кріс садить Рею в корабель, який запускає у відкритий космос. Наступної ночі Рея з'являється знову, підозрюючи, що вона копія справжньої жінки. Переконавшись у безпечності цієї репліки, Кріс представляє Рею Сноу й Ґордон. Дослідники встановлюють, що Рея складається з субатомних часток, стабілізованих Солярісом, який є мислячою планетою. Ґордон стверджує — Рея лише відображення свідомості Келвіна. Психолог зустрічає репліку Гібараяна, котрий вважає недоцільним шукати відповіді на питання чого хоче Соляріс, натомість задумуватися який моральний вибір зробити.
Усвідомивши, що несправжня, Рея випиває рідкий кисень, але це не вбиває її. Кріс бачить шанс бути з дружиною знову. Ґордон з метою дослідити її вбиває Рею та збирається знищити Соляріс, опромінивши планету. Кріс знаходить труп Сноу і розуміє, що на станції перебуває його двійник. Він пропонує лишити його на станції, а Ґордон із Крісом повернуться на Землю. Тим часом Соляріс збільшує свою масу, що загрожує зруйнувати станцію.
За якийсь час Келвін повертається додому, роздумуючи над тим, як повернувся до звичайного життя. До нього приходить Рея, з чого Кріс розуміє, що навколо ілюзія, створена Солярісом. Проте він щасливий бути разом з дружиною. Він згадує як покинув думку про повернення на Землю, але репліка сина Гібаряна перед вибухом станції простягнула йому руку.

## У ролях
| Актор           | Персонаж                               | Роль                  |
| --------------- | -------------------------------------- | --------------------- |
| Джордж Клуні    | Кріс Келвін (англ. Chris Kelvin)       | клінічний психолог    |
| Наташа Макелхон | Рея (англ. Rheya)                      | померла дружина Кріса |
| Віола Девіс     | Ґордон (англ. Gordon)                  | доктор, член екіпажу  |
| Джеремі Девіс   | Сноу (англ. Snow)                      | член екіпажу          |
| Ульріх Тукур    | Ґібарян (англ. Gibarian)               | науковець, друг Кріса |
| Джон Чо         | Емісар DBA № 1 (англ. DBA Emissary #1) |                       |

## Сприйняття

### Критика
Фільм отримав змішано-позитивні відгуки: Rotten Tomatoes дав оцінку 66 % на основі 202 відгуків від критиків (середня оцінка 6,5/10) і 54 % від глядачів із середньою оцінкою 2,9/5 (46,333 голоси), Internet Movie Database — 6,1/10 (51 162 голоси), Metacritic — 65/100 (38 відгуки критиків) і 5,5/10 від глядачів (161 голос).

### Касові збори
Під час показу у США, що почався 27 листопада 2002 року, протягом першого тижня фільм був показаний у 2,406 кінотеатрах і зібрав $6,752,722, що на той час дозволило йому зайняти 7 місце серед усіх прем'єр. Показ протривав 79 днів (11,3 тижня) і закінчився 13 лютого 2003 року, зібравши у прокаті у США $14,973,382, а у світі — $15,029,376, тобто $30,002,758 загалом при бюджеті $47 млн.

### Нагороди і номінації
| Нагороди і номінації фільму «Соляріс» | Нагороди і номінації фільму «Соляріс»              | Нагороди і номінації фільму «Соляріс» | Нагороди і номінації фільму «Соляріс» | Нагороди і номінації фільму «Соляріс» |
| Рік                                   | Нагорода                                           | Категорія                             | Номінант                              | Результат                             |
| ------------------------------------- | -------------------------------------------------- | ------------------------------------- | ------------------------------------- | ------------------------------------- |
| 2002                                  | Washington DC Area Film Critics Association Awards | Найбільше розчарування                | фільм                                 | Перемога                              |
| 2003                                  | Academy of Science Fiction, Fantasy & Horror Films | Найкращий актор                       | Джордж Клуні                          | Номінація                             |
| 2003                                  | Academy of Science Fiction, Fantasy & Horror Films | Найкраща актриса                      | Наташа Макелхон                       | Номінація                             |
| 2003                                  | Academy of Science Fiction, Fantasy & Horror Films | Найкращий фантастичний фільм          | фільм                                 | Номінація                             |
| 2003                                  | Берлінський кінофестиваль                          | Золотий ведмідь                       | Стівен Содерберг                      | Номінація                             |
| 2003                                  | Black Reel Awards                                  | Найкраща актриса другого плану        | Віола Дейвіс                          | Номінація                             |
| 2003                                  | Irish Film and Television Awards                   | Найкраща актриса                      | Наташа Макелхон                       | Номінація                             |
| 2003                                  | Satellite Awards                                   | Найкращий звук                        | Ларрі Блейк                           | Перемога                              |
| 2003                                  | Satellite Awards                                   | Найкраща гра актору другого плану     | Джеремі Дейвіс                        | Номінація                             |